# Mary Cameron
Mary Margaret Cameron (Edinburgh, 9 maart 1865 - aldaar, 15 februari 1921) was een Schots kunstschilder, vooral bekend om haar schilderijen van het dagelijkse leven in Spanje. Ze exposeerde tussen 1886 en 1919 vierenvijftig werken aan de Royal Scottish Academy. 

## Biografie
Cameron werd in 1865 geboren in Portobello, Edinburgh, als derde van zes kinderen van Mary Brown Small en Duncan Cameron. Haar vader was verbonden aan het drukkerij- en kantoorboekhandelbedrijf Macniven en Cameron in Edinburgh en was de uitvinder van de "Waverley" penpunt. Haar vader was ook eigenaar van de krant The Oban Times. Haar moeder was een lid van de Smalls of Dirnanean of Perthshire. Cameron was de jongere zus van Flora Macaulay, weduwe van dominee Robert Blair, die tot haar dood in 1958, 99 jaar oud, redacteur was van de krant The Oban Times.
Cameron begon haar kunstopleiding op 16-jarige leeftijd via de Trustees Drawing Academy of Edinburgh, waar ze vanaf haar 17e prijzen won. Ze volgde lessen aan het Edinburgh Veterinary College om haar kennis van de anatomie van dieren te perfectioneren en ontwikkelde een bijzondere vaardigheid voor het afbeelden van paarden. In de jaren 1880 ging ze naar de Scottish Atelier Society, die lessen aanbood voor vrouwen in een tijd dat dergelijke kansen schaars waren. Ze was een van de oprichters van de Edinburgh Ladies' Art Club en nam deel aan de eerste tentoonstelling van de Society of Scottish Artists. Later was ze verbonden met de Women's International Art Club. 
In 1900 reisde Cameron naar Madrid in Spanje om het werk van de 17e-eeuwse Spaanse schilder Diego Velázquez te bestuderen. Ze werd verliefd op het land, de mensen en de cultuur. Ze schilderde veel Spaanse taferelen en woonde een tijd in Madrid en Sevilla. Gedurende haar hele carrière verwierp Cameron de stereotypen die aan haar geslacht werden toegeschreven en koos ze ervoor om gewelddadige en mannelijke onderwerpen zoals slagvelden, paardenraces en vooral stierengevechten te schilderen boven meer traditioneel 'vrouwelijke' thema's. Ze veroorzaakte controverse in haar geboorteland Schotland over haar realistische weergave van de soms brute stierenvechtscènes.
Ze was later betrokken bij de Royal Scottish Academy (RSA) toen vrouwen konden exposeren bij de RSA maar geen lid konden worden. In 1901 werd een eerste aanvraag voor een lidmaatschap gedaan voor Cameron samen met Phoebe Anna Traquair en Christina Paterson Ross, maar ze werden geweigerd. Later volgden nog drie aanvragen, telkens zonder resultaat. Pas in 1938 werd Josephine Haswell Miller het eerste vrouwelijke geassocieerd lid van de RSA.
Cameron hield tussen 1908 en 1913 vier solotentoonstellingen in Edinburgh, Londen en Parijs waarbij een criticus haar prees voor haar "kracht, gemak en onverschrokkenheid". Haar schilderij, Portrait de Mme. Blair et ses borzois ontving een "eervolle vermelding" op het Parijse salon in 1904. Het winnende portret beeldde haar zus Flora af met haar twee Russische Borzoi-honden aan weerszijden.
Haar werken Portrait de Mme. Blair et ses borzois en After the Bull-fight werden opgenomen in het boek Women Painters of the World uit 1905.
Op 30 juni 1905 trouwde Cameron in St Martin-in-the-Fields in Londen met Alexis Millar, een paardenhandelaar en werkmeester uit Edinburgh. Cameron stierf op 15 februari 1921 in Turnhouse, een gehucht ten westen van Edinburgh en werd begraven op het Dean Cemetery in Edinburgh. 

## Werken (selectie)

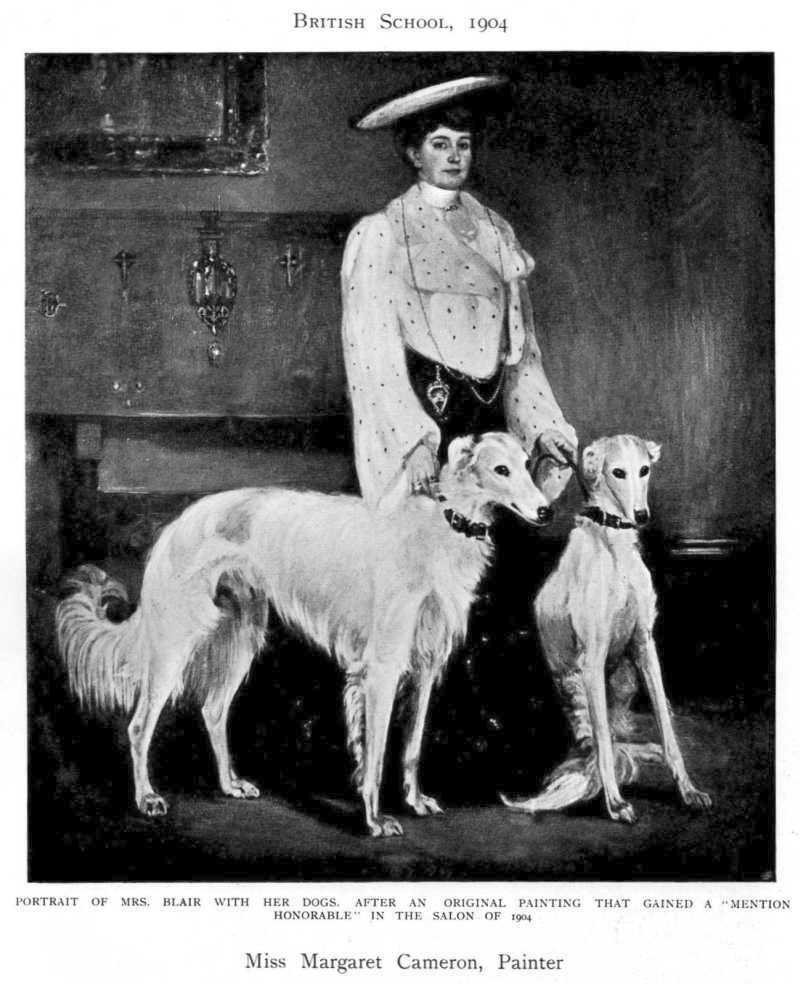
Portrait de Mme. Blair et ses borzois
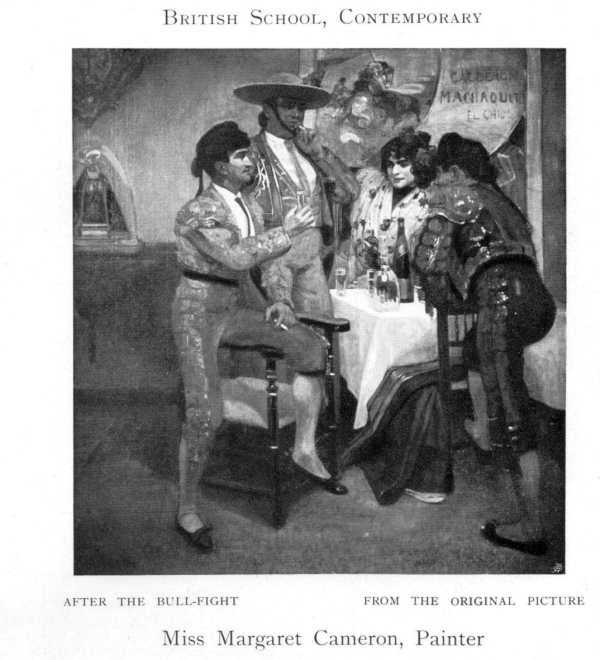
After the Bull-fight
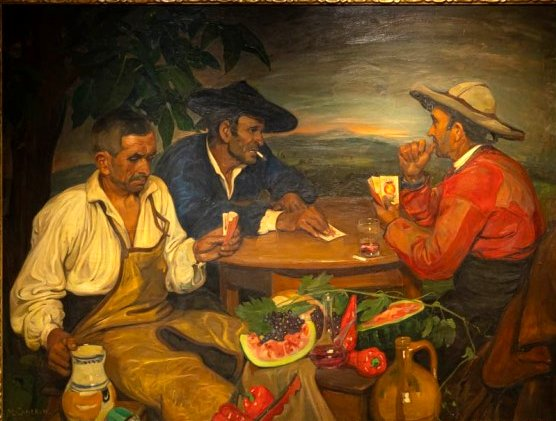
Les joueurs, ca.1907
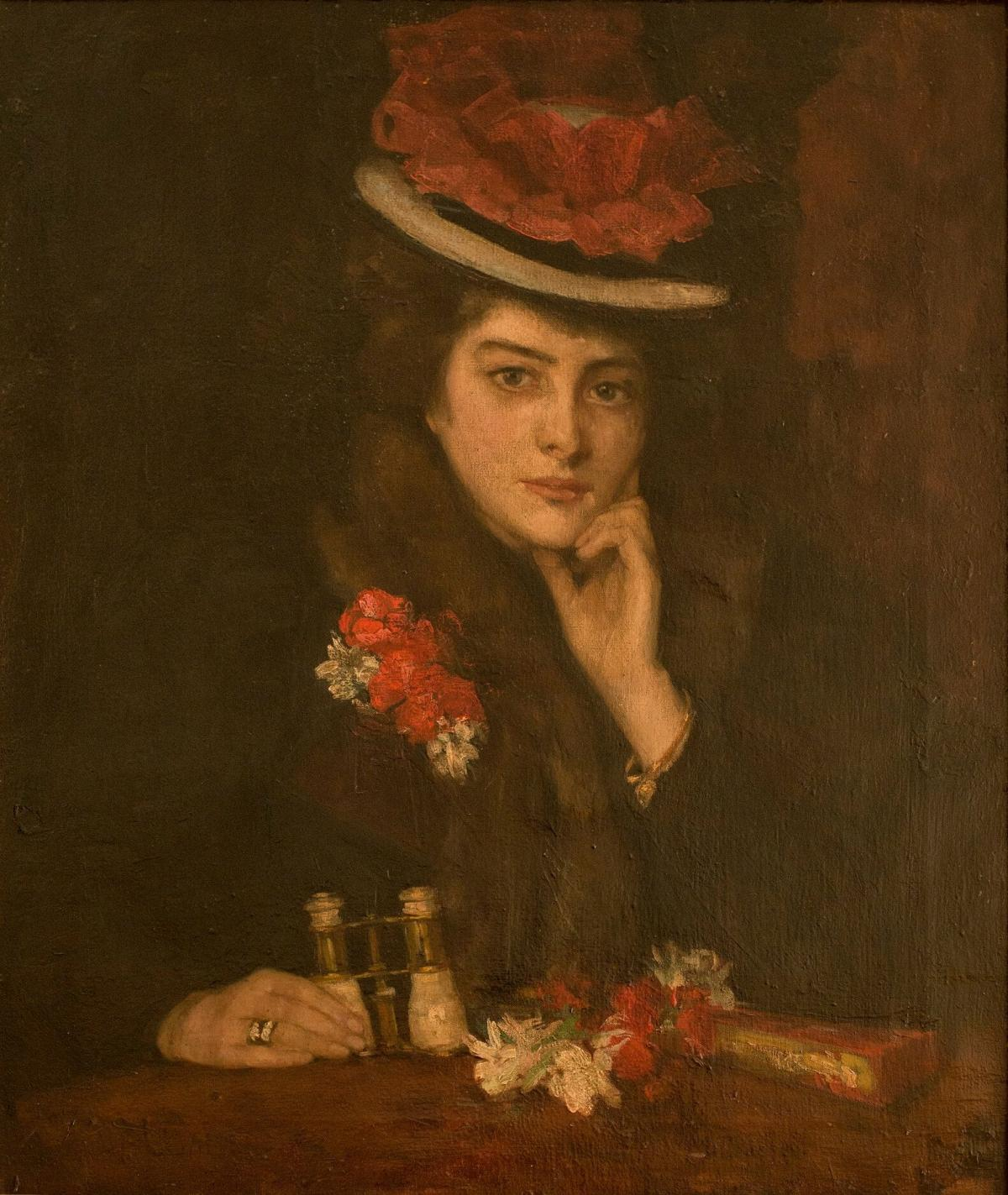
Portrait of a woman

- Gemeinsame Normdatei: 1199361453
- International Standard Name Identifier: 0000 0005 0094 4527
- Library of Congress Control Number: no2019174642
- RKD-Nederlands Instituut voor Kunstgeschiedenis: 14951
- Union List of Artist Names: 500002639
- Virtual International Authority File: 95696723